# (14427) 1991 VJ2
(14427) 1991 VJ2 est un astéroïde de la ceinture principale d'astéroïdes découvert en 1991.

## Description
(14427) 1991 VJ2 a été découvert le 9 novembre 1991 à Kushiro (Japon) par Seiji Ueda et Hiroshi Kaneda.

### Caractéristiques orbitales
L'orbite de cet astéroïde est caractérisée par un demi-grand axe de 2,25 UA, un périhélie de 1,74 UA, une excentricité de 0,23 et une inclinaison de 4,63° par rapport à l'écliptique. Du fait de ces caractéristiques, à savoir un demi-grand axe compris entre 2 et 3,2 UA et un périhélie supérieur à 1,666 UA, il est classé, selon la JPL Small-Body Database, comme objet de la ceinture principale d'astéroïdes.

### Caractéristiques physiques
(14427) 1991 VJ2 a une magnitude absolue (H) de 14,4 et un albédo estimé à 0,430.